# Joara Chaves
Joara Chaves (São Paulo, 22 de março de 1962) é uma economista enxadrista brasileira. e campeã feminina do Brasil nos anos de 1991,1998, 2002 e 2008. Detém o título de Mestra Internacional feminina.
Participa de campeonatos de xadrez desde a década de 1970, obtendo o terceiro colocado no ano de 1975, colocação que novamente obteve em 1977 e 1978. Em 1979, foi campeã estadual pela primeira vez.
Venceu seu primeiro brasileiro em 1991 e em 1999 conquistou o título sul-americano. Em 2008, igualou a marca de sua irmã Jussara como tetra campeã brasileira de xadrez. Detém o título de mestra internacional feminina.

## Títulos
Campeonato pan-americano sênior
- Campeã: 2014[4]

Campeonato sul-americano feminino individual
- campeã: 2001 e 1999;[1]
- vice-campeã 1995 e 1985.[1] Em 1995 foi co-campeã, perdendo o match-desempate para Tatiana Ratcu.

Campeonato brasileiro feminino
- campeã: 1991, 1998, 2002[1], 2008;[2]
- vice-campeã 1999, 1997, 1993, 1988, 1985 e 1984;[1]
- 3ª colocada: 1982.[1]

Campeonatos estaduais femininos de São Paulo
- campeã: 1979, 1987, 1991, 2001, 2002, 2003, 2004[5]
- vice-campeã: 1998, 1986, 1982 e 1980;[1]
- 3ª colocada: 1999, 1984, 1978, 1977 e 1975.[1]

## Participações em olimpíadas
Fez parte da equipe brasileira em 15 edições das Olimpíadas de xadrez.
| Ano  | Edição        | Local    | Tabuleiro | Pontos | Partidas | V | E | D | %    | Classificação | Classificação |
| ---- | ------------- | -------- | --------- | ------ | -------- | - | - | - | ---- | ------------- | ------------- |
| Ano  | Edição        | Local    | Tabuleiro | Pontos | Partidas | V | E | D | %    | Equipe        | Individual    |
| 1982 | 25ª Olimpíada | Lucerna  | 3º        | 7      | 12       | 6 | 2 | 4 | 58.3 | 16º           | 13º           |
| 1984 | 26ª Olimpíada | Salônica | 2º        | 5½     | 14       | 3 | 5 | 6 | 39.3 | 19º           | 40º           |
| 1986 | 27ª Olimpíada | Dubai    | 1º res.   | 3½     | 7        | 2 | 3 | 2 | 50.0 | 11º           |               |
| 1988 | 28ª Olimpíada | Salônica | 1º res.   | 5½     | 8        | 4 | 3 | 1 | 68.8 | 20º           | 7º            |
| 1990 | 29ª Olimpíada | Novi Sad | 3º        | 8      | 12       | 4 | 8 | 0 | 66.7 | 26º           | 6º            |
| 1992 | 30ª Olimpíada | Manila   | 1º        | 4      | 10       | 3 | 2 | 5 | 40.0 | 35º           | 50º           |
| 1994 | 31ª Olimpíada | Moscou   | 1º        | 2½     | 9        | 1 | 3 | 5 | 27.8 | 44º           | 67º           |
| 1996 | 32ª Olimpíada | Yerevan  | 2º        | 4½     | 11       | 3 | 3 | 5 | 40.9 | 46º           | 53º           |
| 1998 | 33ª Olimpíada | Elista   | 2º        | 7½     | 12       | 5 | 5 | 2 | 62.5 | 53º           | 13º           |
| 2000 | 34ª Olimpíada | Istambul | 1º res.   | 3½     | 8        | 2 | 3 | 3 | 43.8 | 57º           | 44º           |
| 2002 | 35ª Olimpíada | Bled     | 3º        | 6½     | 11       | 5 | 3 | 3 | 59.1 | 56º           | 21º           |
| 2004 | 36ª Olimpíada | Calvià   | 3º        | 4½     | 10       | 4 | 1 | 5 | 45.0 | 54º           | 56º           |
| 2006 | 37ª Olimpíada | Turim    | 3º        | 5      | 10       | 4 | 2 | 4 | 50.0 | 52º           | 51º           |
| 2008 | 38ª Olimpíada | Dresden  | 3º        | 6½     | 9        | 6 | 1 | 2 | 72.2 | 48º           | 41º           |
| 2014 | 41ª Olimpíada | Tromsø   | 3º        | 5      | 8        | 4 | 2 | 2 | 62.5 | 44º           | 44º           |